# Saitta
Saitta är en sjö i kommunen Kuopio i landskapet Norra Savolax i Finland. Den är 11,9 meter djup. Arean är 40 hektar och strandlinjen är 9,01 kilometer lång. Sjön  ingår i Vuoksens huvudavrinningsområde.   Den ligger omkring 19 kilometer sydöst om Kuopio och omkring 330 kilometer nordöst om Helsingfors. 
I sjön finns ön Saitansaari. 